# Алкантерини (Бари)
Алкантерини (итал. Alcanterini) је насеље у Италији у округу Бари, региону Апулија.
Према процени из 2011. у насељу је живело 734 становника. Насеље се налази на надморској висини од 317 м.